# Trent Alexander-Arnold
Trent John Alexander-Arnold (Liverpool, 1998. október 7. –) UEFA-bajnokok ligája győztes angol válogatott labdarúgó, jelenleg a Real Madrid játékosa. A Liverpool akadémiáján nevelkedett és 18 éves korában mutatkozott be az első csapatban. A 2016–17-es idény végén elnyerte a klub legjobb fiatal játékosa címet. Az U16-os korosztálytól minden utánpótlás válogatottban képviselte Angliát. Nevének hosszúsága miatt a vezetéknevének rövidített változata szerepel a mezén.

## Pályafutása

### Liverpool

#### Utánpótlás évek
Trent Alexander-Arnold West Derby-ben, Liverpool egy északi külvárosában született, Melwood közelében. 2004-ben, hat évesen csatlakozott a Liverpooli akadémiához, amikor Ian Barrigan felfedezte, majd később az U16-os és az U18-as csapatban játszott Pep Lijnders irányítása alatt. Már az akadémián töltött ideje alatt is kiemelkedett korosztályából, a klub legendája és egykori kapitánya, Steven Gerrard is külön megemlítette önéletrajzában. A 2015–16-os szezonban Alexander-Arnoldot Brendan Rodgers felhívta az első csapathoz, és egy Swindon Town elleni barátságos mérkőzésen játéklehetőséget is kapott.

#### 2016–17-es szezon
Miután részt vett a Liverpool szezon előtti amerikai turnéján, 2016. október 25-én tétmérkőzésen is debütált az első csapatban, kezdőként pályára lépve a Tottenham Hotspur ellen 2-1-re megnyert Ligakupa találkozón. Ezt követően a Liverpool korábbi csapatkapitánya és menedzsere, Graeme Souness is dicsérte, mondván "minden tulajdonsága megvan, hogy a legjobb játékosok egyike legyen."
November 8-án a Liverpool bejelentette, hogy Alexander-Arnold, Kevin Stewart és Ben Woodburn, az akadémia legtehetségesebb fiatalja új szerződést írtak alá.  Kezdőként kapott lehetőséget a csapat következő Ligakupa mérkőzésén a Leeds United ellen és a 2-0-ra megnyert találkozón gólpasszt adott Divock Originek. Őt választották a mérkőzés legjobbjának. Alexander-Arnold december 14-én debütált Premier League-ben is, Origit váltva a Middlesbrough elleni 3-0-s győzelem alkalmával. 2017. január 15-én a Manchester United ellen először volt kezdő a bajnokságban.  2017. május 9-én elnyerte a Liverpool év fiatal játékosa díjat, míg korosztályában is a legjobbnak választották. Első szezonjában összesen tizenkét tétmérkőzésen kapott szerepet.

#### 2017–18-as szezon
2017. július 7-én Alexander-Arnold új, hosszú távú szerződést írt alá a klubbal. 2017. augusztus 15-én első alkalommal lépett pályára a nemzetközi kupaporondon és a Hoffenheim elleni Bajnokok Ligája selejtezőn egyből gólt is szerzett egy szabadrúgásból.  Ő lett a harmadik legfiatalabb góllal debütáló Liverpool játékos az európai kupák történetében Michael Owen és David Fairclough után.

#### 2018–2025
2025 májusában, miután a Liverpoollal bebiztosította második bajnoki címét, Alexander-Arnold bejelentette, hogy szerződése lejártakor elhagyja a csapatot.

### Real Madrid
2025 májusában a Liverpool bejelentette, hogy elfogadta a Real Madrid ajánlatát, hogy Alexander-Arnold idő előtt elhagyja a csapatot.
Május 30-án a szerződést pontban délben megkötötték, amely 2031-ig szól. A kivásárlási ára 10 millió euró volt.

## A válogatottban

### Utánpótlás korosztályok
Alexander-Arnold több korosztályos csapatban is képviselte Angliát. 2016. október 7-én a horvátok 3-1-es legyőzése alkalmával szerepelt először az U19-es válogatottban. Novemberben Walesnek gólt lőtt, bár utólag a találatot hivatalosan Mark Harris öngóljaként könyvelték el. 2017. március 24-én a spanyolok ellen újra betalált, Anglia pedig biztosította részvételét a 2017-es U19-es Európa-bajnokságon.  A tornát Anglia megnyerte, ám Alexander-Arnold nem volt tagja az aranyérmes keretnek, mert a Liverpool, arra hivatkozva, hogy a következő szezonra való felkészülés fontosabb, nem engedte el a tornára.

## Család
Trent Alexander-Arnold unokatestvére az egykori Rading és Millwall játékos John Alexander.

## Statisztika

### A válogatottban
| Válogatott | Év       | Mérk. | Gólok |
| ---------- | -------- | ----- | ----- |
| Anglia     | 2018     | 5     | 1     |
| Anglia     | 2019     | 4     | 0     |
| Anglia     | 2020     | 3     | 0     |
| Anglia     | 2021     | 4     | 0     |
| Anglia     | 2022     | 2     | 0     |
| Anglia     | 2023     | 5     | 1     |
| Anglia     | 2024     | 10    | 2     |
| Összesen   | Összesen | 33    | 4     |

## Sikerei, díjai

### Klubcsapat
Liverpool FC
- Angol bajnokság: 2019–20
- Angol kupa: 2021–22
- Angol ligakupa: 2021–22, 2023–24
- Angol szuperkupa: 2022
- UEFA-bajnokok ligája: 2018–19
- UEFA-szuperkupa: 2019
- FIFA-klubvilágbajnokság: 2019

Egyéni
- Liverpool Az év fiatal játékosa: 2016–17[18]

## Statisztika
2025. május 4-i állapot szerint.
| Klub             | Szezon           | Bajnokság        | Bajnokság | Bajnokság | Kupa  | Kupa  | Ligakupa | Ligakupa | Nemzetközi | Nemzetközi | Egyéb | Egyéb | Összes | Összes |
| Klub             | Szezon           | Liga             | Mérk.     | Gólok     | Mérk. | Gólok | Mérk.    | Gólok    | Mérk.      | Gólok      | Mérk. | Gólok | Mérk.  | Gólok  |
| ---------------- | ---------------- | ---------------- | --------- | --------- | ----- | ----- | -------- | -------- | ---------- | ---------- | ----- | ----- | ------ | ------ |
| Liverpool        | 2016/17          | Premier League   | 7         | 0         | 2     | 0     | 3        | 0        | —          | —          | —     | —     | 12     | 0      |
| Liverpool        | 2017/18          | Premier League   | 19        | 1         | 2     | 0     | 0        | 0        | 12         | 2          | —     | —     | 33     | 3      |
| Liverpool        | 2018/19          | Premier League   | 29        | 1         | 0     | 0     | —        | —        | 11         | 0          | —     | —     | 40     | 1      |
| Liverpool        | 2019/20          | Premier League   | 38        | 4         | 0     | 0     | —        | —        | 7          | 0          | 4     | 0     | 49     | 4      |
| Liverpool        | 2020/21          | Premier League   | 36        | 2         | 1     | 0     | 0        | 0        | 8          | 0          | —     | —     | 45     | 2      |
| Liverpool        | 2021/22          | Premier League   | 32        | 2         | 3     | 0     | 3        | 0        | 9          | 0          | —     | —     | 47     | 2      |
| Liverpool        | 2022/23          | Premier League   | 37        | 2         | 2     | 0     | —        | —        | 7          | 1          | 1     | 1     | 47     | 4      |
| Liverpool        | 2023/24          | Premier League   | 28        | 3         | 2     | 0     | 2        | 0        | 5          | 0          | —     | —     | 37     | 3      |
| Liverpool        | 2024/25          | Premier League   | 31        | 3         | 1     | 1     | 2        | 0        | 8          | 0          | —     | —     | 42     | 4      |
| Liverpool        | Összesen         | Összesen         | 257       | 18        | 13    | 1     | 10       | 0        | 67         | 3          | 5     | 1     | 352    | 23     |
| KARRIER ÖSSZESEN | KARRIER ÖSSZESEN | KARRIER ÖSSZESEN | 257       | 18        | 13    | 1     | 10       | 0        | 67         | 3          | 5     | 1     | 352    | 23     |

Jegyzetek
1. 1 2 3 4 5 6  Mérkőzése(i) a(z) Bajnokok Ligájában
2. ↑  A(z) FA Community Shield-ben és a(z) UEFA-szuperkupában egyszer, a(z) FIFA-klubvilágbajnokságon kétszer lépett pályára
3. ↑  Mérkőzése(i) a(z) FA Community Shield-ben